# 3631 Sigyn
För andra betydelser, se Sigyn (olika betydelser).
3631 Sigyn eller 1987 BV1 är en asteroid i huvudbältet som upptäcktes den 25 januari 1987 av den belgiske astronomen Eric W. Elst vid La Silla-observatoriet. Den är uppkallad efter upptäckarens dotter.
Asteroiden har en diameter på ungefär 38 kilometer.